# Степановка (Покровский район)
Степановка (укр. Степанівка) — село на Украине, находится в Покровском районе Донецкой области.
Население по переписи 2001 года составляет 46 человек. Почтовый индекс — 85615. Телефонный код — 6278.
По информации Института изучения войны, 7 ноября 2024 года в ходе боёв за Курахово Вооружённые силы РФ заняли Степановку.

## Адрес местного совета
85612, Донецкая область, Покровский район, г. Курахово, пр-т. К. Маркса, 4[обновить данные]